# La Jasserie
Pour l'habitat temporaire, voir Jasserie.
La Jasserie, La Jasserie du Mont-Pilat ou, plus simplement, La Jasserie du Pilat est un lieu-dit situé dans le département de la Loire, sur la commune de La Valla-en-Gier, à la limite est de la commune, sur les hauteurs de Saint-Étienne. Le lieu-dit est aussi en partie sur la commune de Doizieux ainsi que l'altisurface. L'endroit est une vaste prairie qui culmine à 1308 m et se développe en amphithéâtre au pied du crêt de la Perdrix (1 431 m), point culminant du massif du Pilat. Une bâtisse en pierre coiffée d'un clocher faisant office de ferme-auberge est implantée en son centre. Par extension, cette construction elle-même est désormais communément appelée La Jasserie.  À côté de celle-ci, se trouve la fontaine de Pilate, qui matérialise la source de la rivière Gier, affluent du Rhône.

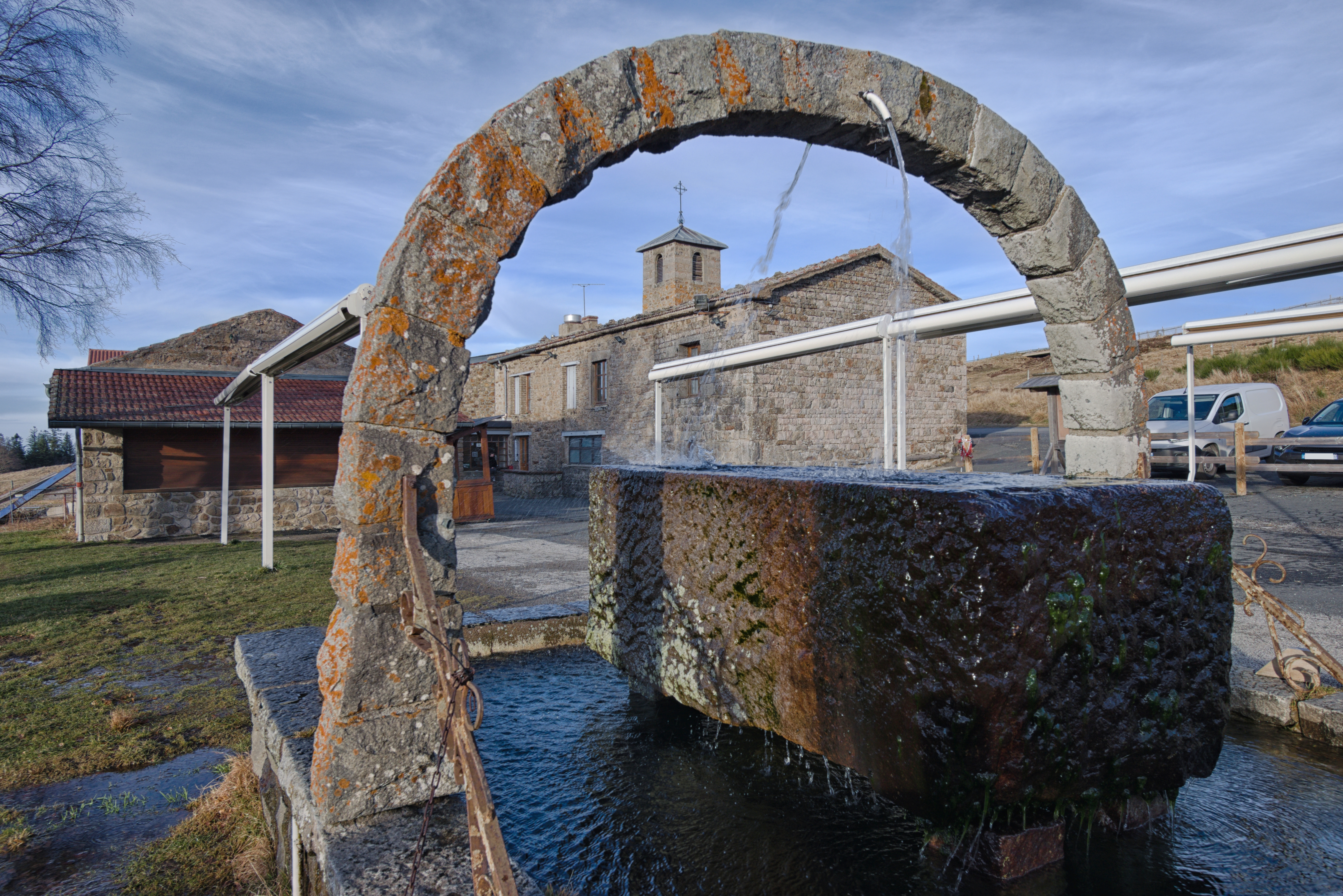
La fontaine de Pilate matérialise la source de la rivière Gier, affluent du Rhône.

## Toponymie
Le terme « jasserie » est fréquemment employé dans les montagnes du Pilat et les monts du Forez. C'est un mot occitan, jaçaria, issu du bas latin « jacium », mot désignant le « gîte », c'est-à-dire le « lieu où l'on gît, où l'on est couché ». Il désignait initialement les estives où les troupeaux étaient conduits à la belle saison, mais, au fil du temps et par métonymie, il a fini par s'appliquer à la grange située sur ces prés.  
Une jasserie est une petite habitation en pierre de taille, soit au toit de chaume couvert de seigle ou de genêt consolidé par du fil de fer quadrillé, soit au toit de tuiles rouges. Au rez-de-chaussée se trouvait l'étable, l'unique pièce d'habitation et la cave ou étaient affinées les fourmes. Au-dessus se trouvait le lieu où l'on serrait fourrage : la fenière. Très souvent la construction de ce type de bâtiment se faisait en aval d'une source, de façon à mettre en œuvre un système ingénieux. La source était canalisée et divisée en deux : une partie de l'eau traversait l'étable afin d'évacuer le purin des bêtes, l'autre partie s'écoulait dans la cave, afin de créer une hygrométrie suffisante pour l'affinage des fromages.
La Jasserie du Pilat, de par les différentes fonctions qu'elle assumait, n'est pas une véritable jasserie au sens traditionnel.

## Historique
La Jasserie était auparavant dénommée Grange du Pilat. Depuis des siècles, la bâtisse sert de ferme et de refuge aux voyageurs traversant le Pilat. Jean-Jacques Rousseau y a notamment fait étape en 1769. La Jasserie dispose d'un clocher que l'on faisait autrefois fonctionner pour guider les voyageurs par temps brumeux. La cloche qui l'équipe a été baptisée la Marie Jeanne. La route d'accès, telle que l'on la connait aujourd'hui, a été réalisée suivant la volonté du baron de Rochetaillée, longtemps propriétaire du lieu. 
En 1927, la Jasserie est rachetée par Eugène Masson qui s'y établit avec sa famille. Durant des décennies, les Masson vont s'atteler au développement de l'activité hivernale. 
Dès la fin des années 1920, ils entreprennent la construction d'un tremplin et d'un appareil motorisé pour permettre aux skieurs de remonter sans effort les pentes enneigées de la Cuvette. Ce remonte-pente, compte parmi les tout premiers de France, mais la casse de la gare aval fait qu'on ne sait pas s'il a réellement pu fonctionner.
Après la réalisation d'un second tremplin de taille plus importante en 1933, la famille Masson implante en 1937 un téléski nettement plus abouti sur les pentes du pré de Panisset. Bien qu'artisanal, l'appareil fonctionne, cette fois, plutôt bien et se démarque par la modernité de ses agrès qui utilisent déjà des sellettes circulaires comme on en trouve aujourd'hui sur tous les téléskis. L'exploitation de cet appareil pionnier est cependant stoppé par la Seconde Guerre mondiale. Les restes des gares aval et amont, ainsi que les poteaux des deux téléskis, sont encore visibles aujourd'hui.
En 1967, après quelques expériences de mise en place de fil-neige, la famille Masson implante un nouveau téléski sur les pentes de la Cuvette. L'appareil, d'une longueur de 400 m, sera modernisé en 1973 et complété par un second de longueur similaire.
Après quelques saisons peu enneigées, ces appareils ferment définitivement en 1992. L'activité sportive hivernale de la Jasserie se limite aujourd'hui à la luge et la randonnée.

## Tourisme

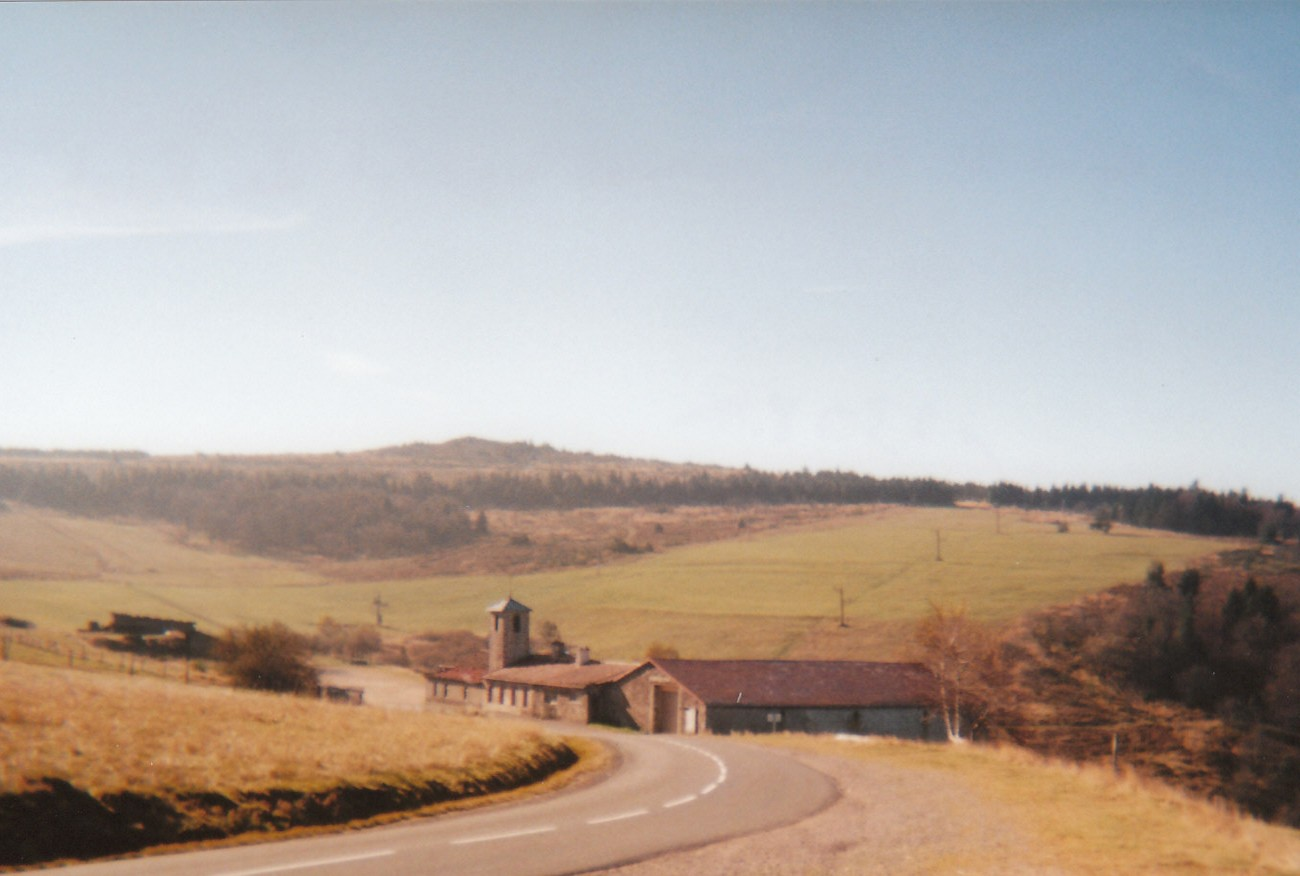
La Jasserie au pied du crêt de la Perdrix.

Étant située au cœur du Parc naturel régional du Pilat, la Jasserie fait office d'auberge et de gite de montagne et de nombreux amateurs de nature et de vol à voile s'y donnent rendez-vous l'été.
Le sentier de grande randonnée 7 suivant la ligne de partage des eaux entre Atlantique et Méditerranée du ballon d'Alsace à Andorre-la-Vieille traverse le site. Venu de Saint-Chamond au nord, puis se dirigeant vers le col de la Croix de Chaubouret, il passe d'abord au sommet du crêt de la Perdrix, point culminant du massif à 1 432 m d'altitude. Une table d'orientation y est implantée de laquelle se développe une vue à 360° sur sept départements. À l'est, s'ouvre un panorama sur le massif des Alpes et la vallée du Rhône, au nord, sur Saint-Étienne, la plaine et les monts du Forez et, à l'ouest, sur les massifs de la Haute-Loire.
Des sentiers permettent également de gagner le Saut du Gier ou encore de réaliser une boucle entre la Jasserie, le crêt de l'Œillon et le crêt de la Perdrix. Le faible dénivelé rend cette promenade facile.

## Aéronautique

### Crash d'un C-47 en 1944
Lors d'une évacuation sanitaire entre Luxeuil et Istres le 1er novembre 1944, les cinq membres d'équipage d'un Douglas C-47 Skytrain américain et 15 soldats blessés alliés et allemands trouvèrent la mort lors d'un crash entre le crêt de la Perdrix et le crêt de Botte. Deux stèles rappellent cet accident : l'une proche de la Jasserie et l'autre sur un sentier entre cette même Jasserie et le col de la Botte.

### Altisurface
La Jasserie dispose d'une altisurface en herbe, terrain d'altitude pouvant servir à l'atterrissage d'aéronefs. Deux survols de l'altisurface sont nécessaires avant d'atterrir pour avertir les autres usagers et les promeneurs. Elle est interdite les week-ends et jours fériés en période d’enneigement.
Les coordonnées sont les suivantes :
- Altitude: 1 380 m (4550 feet) - (155.2 hPa)
- 45° 23′ 25″ N, 4° 34′ 41″ E